# Soundmodule

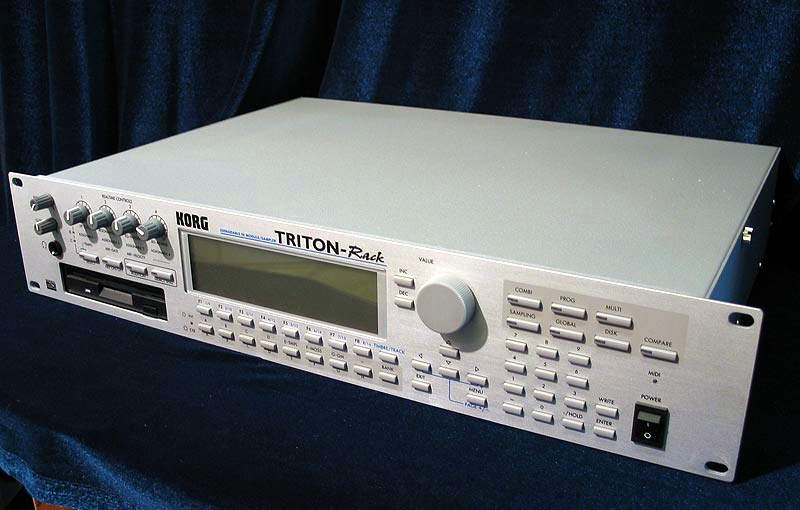
Korg Triton-soundmodule

Een soundmodule, synthesizermodule of rack synth is een synthesizer die geen toetsen heeft. Hij moet bespeeld worden door middel van een extern keyboard of synthesizer (MIDI-controller), een sequencer of een pc met behulp van muzieksoftware zoals Cubase of Logic Pro. De aansturing gebeurt via een MIDI-aansluiting, of bij moderne soundmodules via USB. In beide gevallen wordt het MIDI-protocol gebruikt.
Soundmodules kunnen verschillende vormen van klankopwekking gebruiken. Een soundmodule kan een synthesizer zijn, een sampler, een digitale piano of een rompler.
Het formaat van een synthesizermodule in de breedte is meestal 19 inch, of de helft daarvan, waardoor het in een 19 inchrek past. Er zijn ook tafelmodeluitvoeringen. De hoogte van een soundmodule wordt vaak aangeduid in U of unit. Kleine soundmodules zijn vaak 1U hoog, de grotere een meervoud hiervan, bijvoorbeeld 2U of 3U.
Een soundmodule heeft dezelfde voordelen als een volledig instrument, maar kan verkozen worden om de volgende redenen:
- Kosten — een soundmodule is goedkoper dan het volledige model met klavier
- Ruimte — een soundmodule neemt minder ruimte in
- Uitbreiding — veel soundmodules kunnen verder uitgebreid worden met klanken en geheugen
- Vervanging — wanneer het model verouderd is, kan het makkelijk worden vervangen met behoud van een favoriete aansturing

Omdat de meeste elektronische instrumenten modulair zijn ontworpen, komen fabrikanten vaak met een module-versie van hun volledige instrument met klavier. Veel synthesizermodules zijn een vereenvoudigde uitvoering; denk hierbij aan minder knoppen op de module, of een kleiner scherm. Het programmeren van de module is hierdoor lastiger, maar een fabrikant kan ervoor kiezen om de aansturing via een softwarepakket te laten verlopen.
Hardwaresoundmodules zijn de laatste jaren grotendeels vervangen door softwaresynthesizers, hoofdzakelijk door de toegenomen rekenkracht van computers.

## Voorbeelden
Enkele bekende of veelgebruikte soundmodules zijn:
- Roland D-550, Sound Canvas-serie, JV-1080/2080
- Yamaha TX81Z, Motif Rack, MU-100, TG-500
- Korg M1R, TR-Rack, Triton-Rack
- Access Virus (rackversie en tafelmodel)
- Clavia Nord Rack
- Waldorf Q rack
- Kawai K4r, XD-5
- Kurzweil K2000R

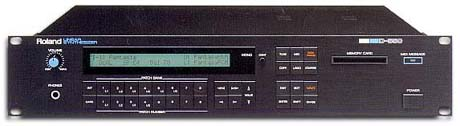
Roland D-550
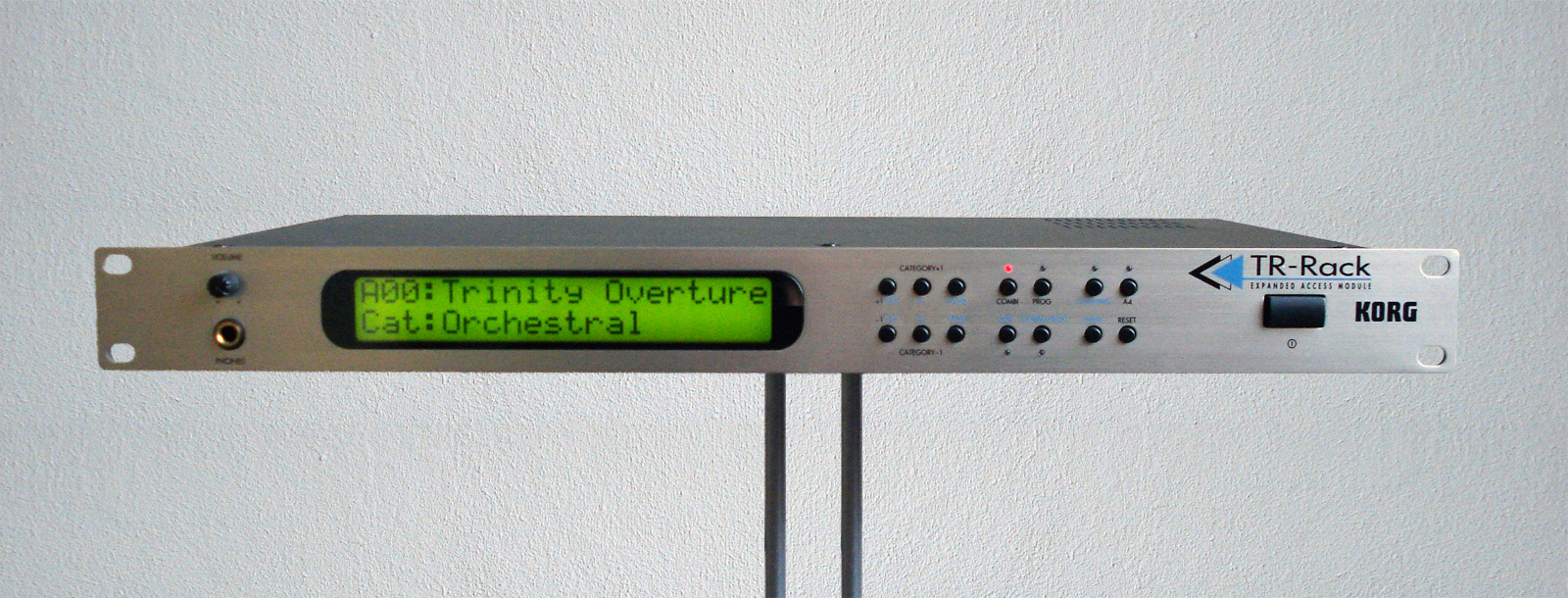
Korg TR-Rack
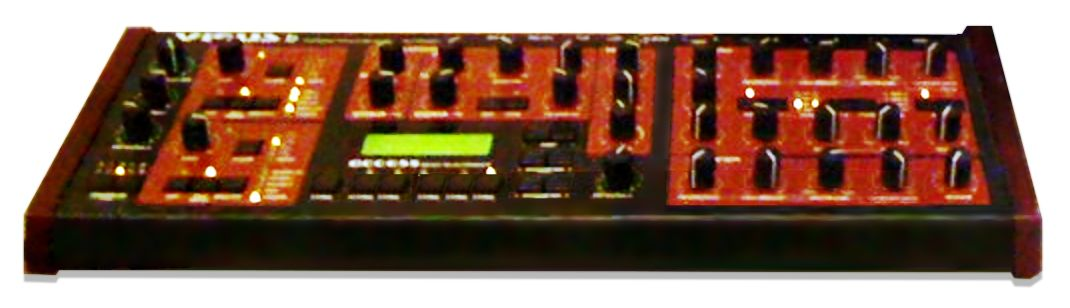
Access Virus B tafelmodel
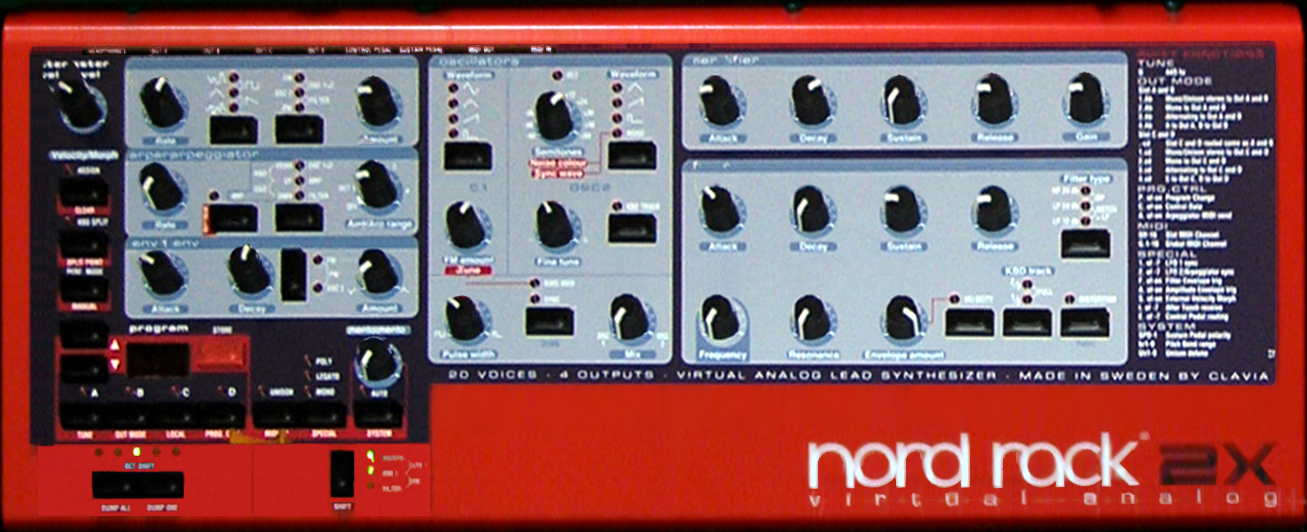
Clavia Nord Rack 2x